# Axéréal
Axéréal — французский сельскохозяйственный кооператив, в который входят 11 тыс. фермеров центральной части Франции. Кооперативу принадлежит бельгийская компания Boortmalt, крупнейший производитель солода в мире. Штаб-квартира расположена в городе Оливе близ Орлеана.

## История
Axéréal образовался в 2008 году в результате слияния двух кооперативов, Épis-Centre, который базировался в Бурже, и Agralys со штаб-квартирой в Шатодёне.
В декабре 2015 года был поглощён кооператив Cavap, который базировался в департаменте Йонна.
В 2019 году у Cargill было куплено подразделение по производству солода; оно включало 16 солодовых заводов в 9 странах общей производительностью 1,7 млн т в год. Эти предприятия были включены в собственное солодовое подразделение Boortmalt.
В октябре 2024 года подразделение кормов для животных было продано кооперативу Avril.

## Деятельность
Кооперативу принадлежит 280 предприятий в 18 странах, в том числе 236 элеваторов, 8 мукомольных мельниц и 27 солодовых заводов. Кроме Франции Axéréal работает в Испании, Великобритании, Ирландии, Бельгии, Нидерландах, Германии, Хорватии, Сербии, Румынии, Болгарии, Словакии, Венгрии, США, Канаде, Аргентине, Австралии и Эфиопии.
Выручка Axéréal за 2023/24 финансовый год составила 4,1 млрд евро, из них на Францию пришлось 48 %, остальную Европу — 27 %, Южную Америку — 11 %, Азию — 7 %, Африку — 4 %, Северную Америку — 2 %, Австралию — 1 %.
Подразделения компании по состоянию на 2023/24 финансовый год:
- сельское хозяйство — выращивание зерновых, производство муки; занимает первое место во Франции по сбору зерновых и третье по производству муки[7]; выручка 2,1 млрд евро;
- солод (Boortmalt) — производство солода (около 3 млн т в год); выручка 1,9 млрд евро.